# Liga II
La Liga II, conosciuta in precedenza come Divizia B, è la seconda divisione del campionato rumeno di calcio. Attualmente sponsorizzata dalla compagnia di scommesse sportive Casa Pariurilor, è nota con il nome ufficiale di Liga 2 Casa Pariurilor.

## Formato
A partire dalla stagione 2024-2025 il campionato comprende 22 squadre che giocano un girone di sola andata, per un totale di 21 giornate. Al termine di esse, le prime 6 ottengono la qualificazione al gruppo promozione, che con gare di andata e ritorno conta 10 ulteriori giornate per decretare due promozioni in Liga I e due qualificazioni ai play-off promozione/retrocessione. Al tempo stesso, le altre 16 squadre della stagione regolare sono divise in due gironi da otto squadre che giocano sola andata (per altre 7 giornate) per sancire due retrocessioni in Liga III.

## Storia
Il torneo cadetto in Romania ha avuto un formato altamente variabile fin dalla sua fondazione, nel 1923, con il nome di Divizia B. Numerosi sono stati i cambi di formato, e svariati i fallimenti delle squadre, passando da stagioni che vedevano due gironi al via a campionati suddivisi su nove gruppi.
Nel 2006 in seguito al cambio di nome della Divizia A in Liga I anche la Divizia B si uniformò al nuovo nome, diventando nota come Liga II, nome ufficiale tuttora in uso. Solo a partire dalla stagione 2016-2017 il campionato si è composto di un girone unico.

## Squadre
Stagione 2025-2026
- Voluntari
- Șelimbăr
- Concordia Chiajna
- Dumbrăvița
- Bihor Oradea
- Afumați
- FC Politehnica Iași
- Sepsi
- Olimpia Satu Mare
- Muscelul Câmpulung
- Corvinul Hunedoara
- CSM Reșița
- C.S.A. Steaua Bucarest
- C.S. Dinamo Bucarest
- Ceahlăul
- Tunari
- Slatina
- Metalul Buzău
- Chindia Târgoviște
- Gloria Bistrița
- ASA Târgu Mureș
- Bacău

## Albo d'oro

### Divizia B

#### Formato con divisioni variabili (1934-1963)
In grassetto le squadre promosse
| Stagione | Vincitori                                                                                                | Vincitori                                                                                                | Vincitori                                                                                                | Vincitori                                                                                                | Vincitori                                                                                                |
| -------- | --- | --- | --- | --- | --- |
| 1934-35  | Maccabi Bucarest                                                                                         | Jiul Petroșani                                                                                           | Phoenix Baia Mare                                                                                        | Sibiu | Dacia Unirea Brăila                                                                                      |
| 1935-36  | Victoria Constanța                                                                                       | ILSA Timișoara                                                                                           | Phoenix Baia Mare                                                                                        | Tractorul Brașov                                                                                         | Brăila                                                                                                   |
| 1936-37  | Sportul Studențesc                                                                                       | Phoenix Baia Mare                                                                                        | | | |
| 1937-38  | Ploieşti                                                                                                 | CSM Reșița                                                                                               | | | |
| 1938-39  | Unirea Tricolor București                                                                                | Gloria CFR Galați                                                                                        | CAM Timișoara                                                                                            | Mureșul Târgu Mureș                                                                                      | |
| 1939-40  | Ploieşti                                                                                                 | Aurul Brad                                                                                               | Crișana Oradea                                                                                           | Brăila                                                                                                   | |
| 1940-41  | Turnu Severin                                                                                            | Jiul Petroșani                                                                                           | Juventus Bucarest                                                                                        | | |
| 1941-46  | Competizioni sospese a causa della seconda guerra mondiale, si sono disputate due edizioni non ufficiali | Competizioni sospese a causa della seconda guerra mondiale, si sono disputate due edizioni non ufficiali | Competizioni sospese a causa della seconda guerra mondiale, si sono disputate due edizioni non ufficiali | Competizioni sospese a causa della seconda guerra mondiale, si sono disputate due edizioni non ufficiali | Competizioni sospese a causa della seconda guerra mondiale, si sono disputate due edizioni non ufficiali |
| 1946-47  | Unirea Tricolor București                                                                                | Ploieşti                                                                                                 | Dermata Cluj                                                                                             | | |
| 1947-48  | Dezrobirea Constanța                                                                                     | Metalochimic București                                                                                   | Politehnica Timișoara                                                                                    | Phoenix Baia Mare                                                                                        | |
| 1948-49  | Șoimii Sibiu                                                                                             | Unirea Tricolor București                                                                                | | | |
| 1950     | Unirea Tricolor București                                                                                | U Cluj                                                                                                   | | | |
| 1951     | Câmpulung Moldovenesc                                                                                    | Metalul Câmpia Turzii                                                                                    | | | |
| 1952     | Locomotiva Bucarest                                                                                      | Știința Timișoara                                                                                        | | | |
| 1953     | Flacara Ploiești                                                                                         | Corvinul Hunedoara                                                                                       | | | |
| 1954     | Progresul Bucarest                                                                                       | Avântul Reghin                                                                                           | Farul Costanza                                                                                           | | |
| 1955     | Locomotiva Bucarest                                                                                      | Progresul Oradea                                                                                         | Dinamo Bacău                                                                                             | | |
| 1956     | Târgu Mureș                                                                                              | Steagul Roșu Brașov                                                                                      | | | |
| 1957-58  | U Cluj                                                                                                   | Farul Costanza                                                                                           | | | |
| 1958-59  | Minerul Lupeni                                                                                           | Tarom București                                                                                          | | | |
| 1959-60  | Politehnica Iași                                                                                         | Știința Timișoara                                                                                        | Corvinul Hunedoara                                                                                       | | |
| 1960-61  | FCM Târgoviște                                                                                           | Dinamo Pitești                                                                                           | Jiul Petroșani                                                                                           | | |
| 1961-62  | Politehnica Iași                                                                                         | Farul Costanza                                                                                           | Crișana Oradea                                                                                           | | |
| 1962-63  | Siderurgistul Galați                                                                                     | Dinamo Pitești                                                                                           | Crișana Oradea                                                                                           | | |

#### Formato a 2 divisioni (1963-1973)
| Stagione | Vincitori            | Vincitori             |
| -------- | -------------------- | --------------------- |
| 1963-64  | FCU Craiova          | Minerul Baia Mare     |
| 1964-65  | Siderurgistul Galați | Știința Timișoara     |
| 1965-66  | Progresul Bucarest   | Jiul Petroșani        |
| 1966-67  | Dinamo Bacău         | Târgu Mureș           |
| 1967-68  | Politehnica Iași     | Vagonul Arad          |
| 1968-69  | Steagul Roșu Brașov  | CFR Cluj              |
| 1969-70  | Progresul Bucarest   | CFR Timișoara         |
| 1970-71  | Târgu Mureș          | Crișana Oradea        |
| 1971-72  | Sportul Studențesc   | CSM Reșița            |
| 1972-73  | Politehnica Iași     | Politehnica Timișoara |

#### Formato a 3 divisioni (1973-1992)
| Stagione | Vincitori           | Vincitori             | Vincitori             |
| -------- | ------------------- | --------------------- | --------------------- |
| 1973-74  | Dunărea Galați      | Râmnicu Vâlcea        | Olimpia Satu Mare     |
| 1974-75  | SC Bacău            | Rapid Bucarest        | Bihor Oradea          |
| 1975-76  | Dunărea Galați      | Progresul Bucarest    | Corvinul Hunedoara    |
| 1976-77  | Petrolul Ploiești   | FCM Târgoviște        | Olimpia Satu Mare     |
| 1977-78  | Gloria Buzău        | Râmnicu Vâlcea        | FC Baia Mare          |
| 1978-79  | Dunărea Galați      | Olt Scornicești       | U Cluj                |
| 1979-80  | Brașov              | Progresul Bucarest    | Corvinul Hunedoara    |
| 1980-81  | Farul Costanza      | FCM Târgoviște        | UTA Arad              |
| 1981-82  | Politehnica Iași    | Petrolul Ploiești     | Bihor Oradea          |
| 1982-83  | Dunărea Galați      | Rapid Bucarest        | FC Baia Mare          |
| 1983-84  | Gloria Buzău        | Brașov                | Politehnica Timișoara |
| 1984-85  | Petrolul Ploiești   | Victoria Bucarest     | U Cluj                |
| 1985-86  | Oțelul Galați       | Flacăra Moreni        | Jiul Petroșani        |
| 1986-87  | CSM Suceava         | Târgu Mureș           | Politehnica Timișoara |
| 1987-88  | Farul Costanza      | Inter Sibiu           | Bihor Oradea          |
| 1988-89  | Petrolul Ploiești   | Jiul Petroșani        | Politehnica Timișoara |
| 1989-90  | Dacia Unirea Brăila | Rapid Bucarest        | Gloria Bistrița       |
| 1990-91  | Oțelul Galați       | Electroputere Craiova | Târgu Mureș           |
| 1991-92  | Progresul Bucarest  | CSM Reșița            | U Cluj                |

#### Formato a 2 divisioni (1992-2003)
| Stagione | Vincitori                 | Vincitori             |
| -------- | ------------------------- | --------------------- |
| 1992-93  | Ceahlăul                  | UTA Arad              |
| 1993-94  | Argeș Pitești             | FC Baia Mare          |
| 1994-95  | Bacău                     | Politehnica Timișoara |
| 1995-96  | FCM Târgoviște            | Jiul Petroșani        |
| 1996-97  | Foresta Fălticeni         | CSM Reșița            |
| 1997-98  | Astra Ploiești            | Olimpia Satu Mare     |
| 1998-99  | Brașov                    | Extensiv Craiova      |
| 1999-00  | Minaur Baia Mare          | Gaz Metan Mediaș      |
| 2000-01  | Sportul Studențesc        | UM Timişoara          |
| 2001-02  | SSU Politehnica Timișoara | UTA Arad              |
| 2002-03  | Petrolul Ploiești         | Unirea Alba Iulia     |

#### Formato a 3 divisioni (2003-2006)
| Stagione | Vincitori        | Vincitori          | Vincitori       |
| -------- | ---------------- | ------------------ | --------------- |
| 2003-04  | Politehnica Iași | Sportul Studențesc | CFR Cluj        |
| 2004-05  | Vaslui           | Pandurii           | Jiul Petroșani  |
| 2005-06  | Ceahlăul         | FCU Craiova        | Liberty Salonta |

### Liga II

#### Formato a 2 divisioni (2006-2016)
| Stagione  | Vincitori           | Vincitori                 |
| --------- | ------------------- | ------------------------- |
| 2006-2007 | Delta Tulcea        | U Cluj                    |
| 2007-2008 | Argeș Pitești       | Brașov                    |
| 2008-2009 | Ceahlăul            | Unirea Alba Iulia         |
| 2009-2010 | Victoria Brănești   | Târgu Mureș               |
| 2010-2011 | Ceahlăul            | Petrolul Ploiești         |
| 2011-2012 | Viitorul Costanza   | Timișoara1                |
| 2012-2013 | Botoșani            | Corona Brașov             |
| 2013-2014 | FC Politehnica Iași | U Craiova                 |
| 2014-2015 | Voluntari           | SSU Politehnica Timișoara |
| 2015-2016 | Rapid Bucarest      | Gaz Metan Mediaș          |

#### Formato a divisione unica
| Stagione  | Vincitore           |
| --------- | ------------------- |
| 2016-2017 | Juventus Bucarest   |
| 2017-2018 | Dunărea Călărași    |
| 2018-2019 | Chindia Târgoviște  |
| 2019-2020 | UTA Arad            |
| 2020-2021 | FCU Craiova         |
| 2021-2022 | Petrolul Ploiești   |
| 2022-2023 | FC Politehnica Iași |
| 2023-2024 | Unirea Slobozia     |
| 2024-2025 | Argeș Pitești       |